# Graven (novell)
Graven, engelsk originaltitel The Tomb, är en novell av den amerikanske författaren H.P. Lovecraft som han skrev 1917. Den publicerades första gången i mars 1922 i tidskriften The Vagrant.
Novellen berättar om Jervas Dudley, som är en dagdrömmare som lockas av det mausoleum som tillhör grannegendomen, hos familjen Hyde, vars herrgård brann ner för många år sedan.